# Heteroconis terminalis
Heteroconis terminalis är en insektsart som först beskrevs av Banks 1913.  Heteroconis terminalis ingår i släktet Heteroconis och familjen vaxsländor. Inga underarter finns listade i Catalogue of Life.